# Rząd Siima Kallasa
Rząd Siima Kallasa – rząd Republiki Estońskiej funkcjonujący od 28 stycznia 2002 do 10 kwietnia 2003.
Gabinet powstał w trakcie IX kadencji Riigikogu po dymisji Marta Laara ze Związku Ojczyźnianego. Nową koalicję zawiązały Estońska Partia Reform (RE) i Estońska Partia Centrum (KE). Rząd zakończył swoje urzędowanie po wyborach w 2003.

## Skład rządu
| funkcja                         | minister          | partia | okres urzędowania | okres urzędowania |
| funkcja                         | minister          | partia | od                | do                |
| ------------------------------- | ----------------- | ------ | ----------------- | ----------------- |
| premier                         | Siim Kallas       | RE     | 28 stycznia 2002  | 10 kwietnia 2003  |
| minister edukacji i badań       | Mailis Rand       | KE     | 28 stycznia 2002  | 10 kwietnia 2003  |
| minister sprawiedliwości        | Märt Rask         | RE     | 28 stycznia 2002  | 10 kwietnia 2003  |
| minister obrony                 | Sven Mikser       | KE     | 28 stycznia 2002  | 10 kwietnia 2003  |
| minister środowiska             | Heiki Kranich     | RE     | 28 stycznia 2002  | 10 kwietnia 2003  |
| minister kultury                | Signe Kivi        | RE     | 28 stycznia 2002  | 29 sierpnia 2002  |
| minister kultury                | Margus Allikmaa   | RE     | 3 września 2002   | 10 kwietnia 2003  |
| minister gospodarki i łączności | Liina Tõnisson    | bezp.  | 28 stycznia 2002  | 10 kwietnia 2003  |
| minister rolnictwa              | Jaanus Marrandi   | KE     | 28 stycznia 2002  | 10 kwietnia 2003  |
| minister finansów               | Harri Õunapuu     | KE     | 28 stycznia 2002  | 10 kwietnia 2003  |
| minister spraw wewnętrznych     | Ain Seppik        | KE     | 28 stycznia 2002  | 3 lutego 2003     |
| minister spraw wewnętrznych     | Toomas Varek      | KE     | 10 lutego 2003    | 10 kwietnia 2003  |
| minister spraw społecznych      | Siiri Oviir       | KE     | 28 stycznia 2002  | 10 kwietnia 2003  |
| minister spraw zagranicznych    | Kristiina Ojuland | RE     | 28 stycznia 2002  | 10 kwietnia 2003  |
| minister bez teki               | Toivo Asmer       | RE     | 28 stycznia 2002  | 10 kwietnia 2003  |
| minister bez teki               | Eldar Efendijev   | KE     | 28 stycznia 2002  | 10 kwietnia 2003  |